# Карл Ландштајнер
Карл Ландштајнер (Баден Бај Вин, 14. јун 1868 — Њујорк, 26. јун 1943) је био аустријско-амерички биолог, биохемичар и лекар јеврејског порекла.
Проналазач је крвних група и резус фактора крвне групе. Развио је модеран систем класификације крвних група и њихове идентификације помоћу аглутинина резус фактора, што је омогућило спровођење трансфузије крви без угрожавања живота пацијента. Са Ервином Попером открио је 1909. године полио вирусе. Године 1930. добио је Нобелову награду за физиологију или медицину. Добитник је и Ласкер награде 1946. године, постхумно.

## Откриће крвних група
Карл Ландштајнер је 1900. и 1901. године спровео низ испитивања серума и као резултат тога успео је да идентификују три крвне групе: А, Б и О. Ландштајнер је такође открио да трансфузија крви између лица са истим крвним групама не доводи до хемолизе еритроцита, док се то дешава између особа различитих крвних група.
Сматра се оцем трансфузиологије и једним од највећих биохемичара свих времена.